# Hadromyia
Hadromyia là một chi ruồi trong họ Syrphidae.